# Saint-Sébastien 2016
 (mars 2017).
Le contenu est difficilement compréhensible vu les erreurs de traduction, qui sont peut-être dues à l'utilisation d'un logiciel de traduction automatique.
Saint-Sébastien 2016 (appelé en Espagne « Donostia / San Sebastián 2016 » et abrégé DSS2016) est une série d'évènements culturels se déroulant à Saint-Sébastien (Donostia en basque ; San Sebastián en espagnol) en 2016 à l'occasion du titre de Capitale européenne de la culture. Le projet de capitalité est né en 2008 et le thème principal est celui de la paix. Il s'agit d'un projet qui vise renfoncer la culture de cohabitation pour combattre une image de Saint-Sébastien associée à la violence et à la terreur. La capitalité veule mettre envaleur une vie culturelle qui survivait au climat de violence.

## Histoire
Dans la cérémonie qui eut lieu à Madrid le 29 juin 2011, le chef du jury, Manfred Gaulhofer, a communiqué officiellement que Saint-Sébastien était la ville sélectionnée comme capitale européenne de la culture 2016. Ainsi, Saint-Sébastien a été la ville espagnole sélectionnée vise à des autres candidatures comme Cordoue, Saragosse, Ségovie, Burgos et Las Palmas.

## Programme culturel
Le programme culturel est organisé en phares qui représentent les valeurs autour lesquelles se rangent les événements culturels : le phare de la paix ; le phare de la vie et le phare des voix.

### Phare de la paix
Phare de la paix aborde une problématique historique de la société basque, en voie de normalisation, et la résolution de ses problèmes par le dialogue. En plus, il porte aussi une regard sur l'extérieur qui dépasse les frontières, eta a, pour autant,  une ambition plus actuelle que jamais en Europe. De nouveaux phénomènes sociaux perturbent le vivre ensemble à l’intérieur et en dehors des frontières de l'Europe. Pour les déjouer, le phare de la paix entend diffuser des valeurs de paix et de respect.

### Phare de la vie
Le Phare de la vie a pour objectif d’améliorer le quotidien des personnes, des familles et de la société en général. Une vie plus saine, plus riche et plus prospère qui apporte à l’ensemble des citoyens une meilleure qualité de vie par l’alimentation, le sport et l’éducation. Projets destinés à atténuer les difficultés engendrées par la frénésie de la vie urbaine contemporaine.

### Phare des voix
Le Phare des voix, enfin, souligne le pouvoir des manifestations artistiques comme le cinéma, le théâtre, les arts plastiques, la littérature ou encore la musique de susciter l’émotion, la réflexion et l’échange avec autrui. L’expression, la transmission et la communication sont ses trois piliers.

## Des programmes transversaux
Au-delà des phares, il y a aussi des programmes à caractère transversal qui veulent suscité la mise en valeur certain faits culturels et contemporaines en Europe: la diversité linguistique, la promotion de la participation citoyenne,  la pensée critique... Tous ces programmes transversaux s'organisent autour de ce que le programme officiel nomme comme quays. À souligner le quay Hirikia (Ouvert, en basque) qui vise mettre de la main la culture et la technologie:
L'Europe fonde ses principes de cohabitation sur la société de la connaissance et, par conséquent, l'accès à l'information et la promotion de la communication restent la tâche principale des TIC. La technologie permet d'établir de nouveaux rapports avec la culture puisque les utilisateurs des nouvelles technologies prennent activement part et créent ce qui se passe dans le monde. Cependant, outre le fait d'y avoir accès, les personnes veulent créer, recréer et se recréer. Afin de créer une ville plus ouverte, ce quai encourage l'autonomisation citoyenne et l'accessibilité numérique comme des piliers des villes intelligentes du futur, et encouragera la création d'outils et d'espaces participatifs et ouverts, en mettant la technologie au service des habitants.
À partir de quay d'Hirikia est créé le projet Donostiapedia qui vise à mette sur Wikipedia toute la connaissance que les habitants ont sur la ville, et devenir ainsi, une ville wiki.